# Hypena chionosticha
Hypena chionosticha är en fjärilsart som beskrevs av Fletcher 1961. Hypena chionosticha ingår i släktet Hypena och familjen nattflyn. Inga underarter finns listade i Catalogue of Life.